# Eutichurus zarate
Eutichurus zarate là một loài nhện trong họ Miturgidae.
Loài này thuộc chi Eutichurus. Eutichurus zarate được miêu tả năm 1994 bởi Bonaldo.